# CER1
CER1 (англ. Cerberus 1, DAN family BMP antagonist) – білок, який кодується однойменним геном, розташованим у людей на короткому плечі 9-ї хромосоми. Довжина поліпептидного ланцюга білка становить 267 амінокислот, а молекулярна маса — 30 084.
| 10         |  | 20         |  | 30         |  | 40         |  | 50         |
| ---------- |  | ---------- |  | ---------- |  | ---------- |  | ---------- |
| MHLLLFQLLV |  | LLPLGKTTRH |  | QDGRQNQSSL |  | SPVLLPRNQR |  | ELPTGNHEEA |
| EEKPDLFVAV |  | PHLVATSPAG |  | EGQRQREKML |  | SRFGRFWKKP |  | EREMHPSRDS |
| DSEPFPPGTQ |  | SLIQPIDGMK |  | MEKSPLREEA |  | KKFWHHFMFR |  | KTPASQGVIL |
| PIKSHEVHWE |  | TCRTVPFSQT |  | ITHEGCEKVV |  | VQNNLCFGKC |  | GSVHFPGAAQ |
| HSHTSCSHCL |  | PAKFTTMHLP |  | LNCTELSSVI |  | KVVMLVEECQ |  | CKVKTEHEDG |
| HILHAGSQDS |  | FIPGVSA    |  |            |  |            |  |            |

A: Аланін

C: Цистеїн

D: Аспарагінова кислота

E: Глутамінова кислота

F: Фенілаланін

G: Гліцин

H: Гістидин

I: Ізолейцин

K: Лізин

L: Лейцин

M: Метіонін

N: Аспарагін

P: Пролін

Q: Глутамін

R: Аргінін

S: Серин

T: Треонін

V: Валін

Кодований геном білок за функцією належить до цитокінів. 
Секретований назовні.